# Na vysokém
Na vysokém byla přírodní památka severovýchodně od Krušlova u Čestic v okrese Strakonice. Nacházela se na severozápadním úbočí stejnojmenného návrší s nadmořskou výškou 716 metrů. Důvodem ochrany území býval výskyt hořečku českého. Po zjištění, že už na lokalitě neroste, byla přírodní památka zrušena.

## Historie
Chráněné území vyhlásil strakonický okresní národní výbor v kategorii chráněný přírodní výtvor s účinností od 19. března 1990. Ochrana území byla zrušena nařízením Krajského úřadu Jihočeského kraje dne 25. března 2021, protože ani při dlouhodobém pozorování lokality nebyl předmět ochrany (hořeček český) na místě zaznamenán.

## Přírodní poměry
Vrchol o nadmořské výšce 716 metrů geomorfologicky spadá do celku Šumavské podhůří, podcelku Vimperská vrchovina, okrsku Vacovská vrchovina a podokrsku Nahořanská vrchovina.
Důvodem ochrany území byla opuštěná pastvina s významnou květenou. Na lokalitě rostla malá populace hořečku českého (Gentianella praecox subsp. bohemica).

## Galerie

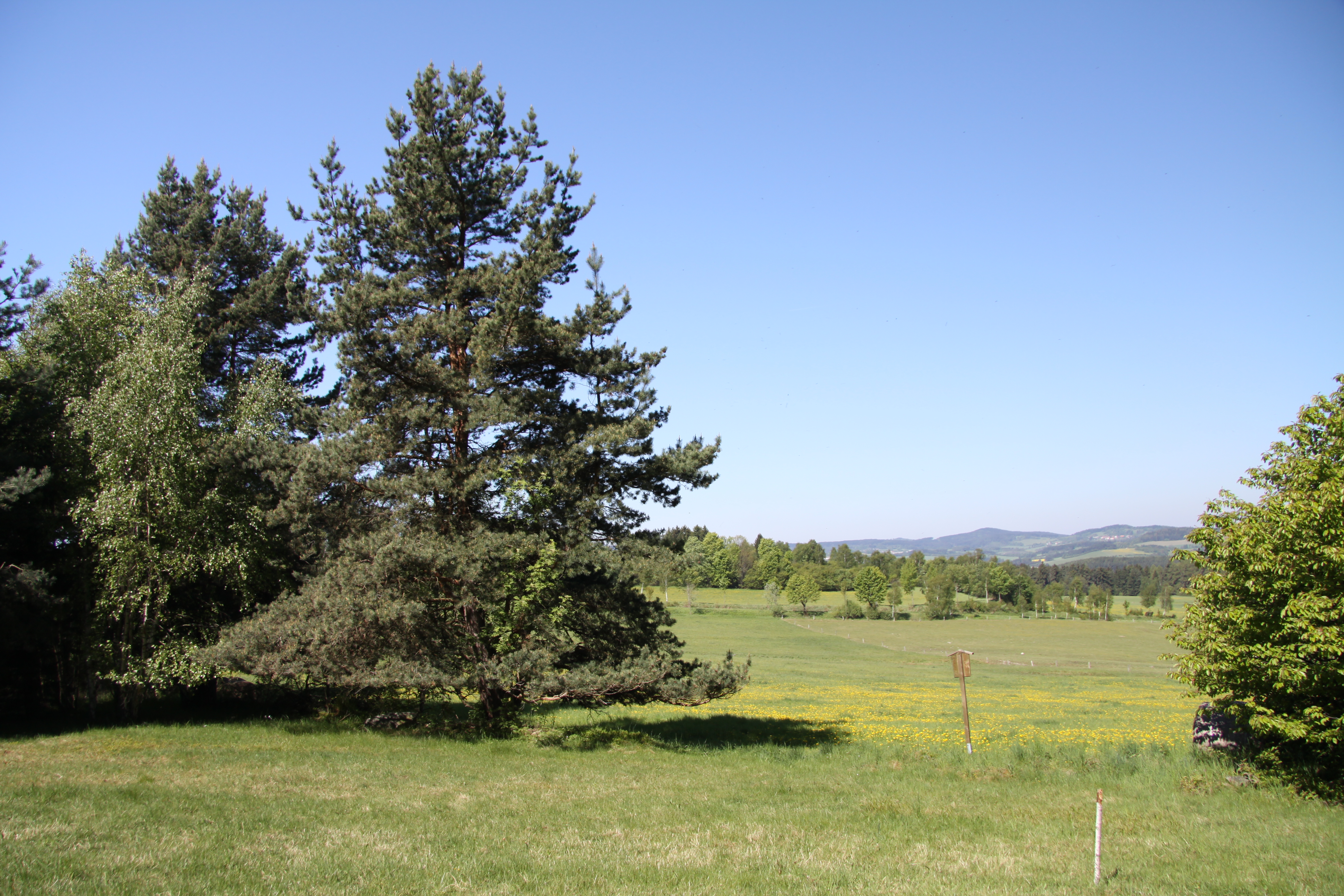
Část chráněné pastviny
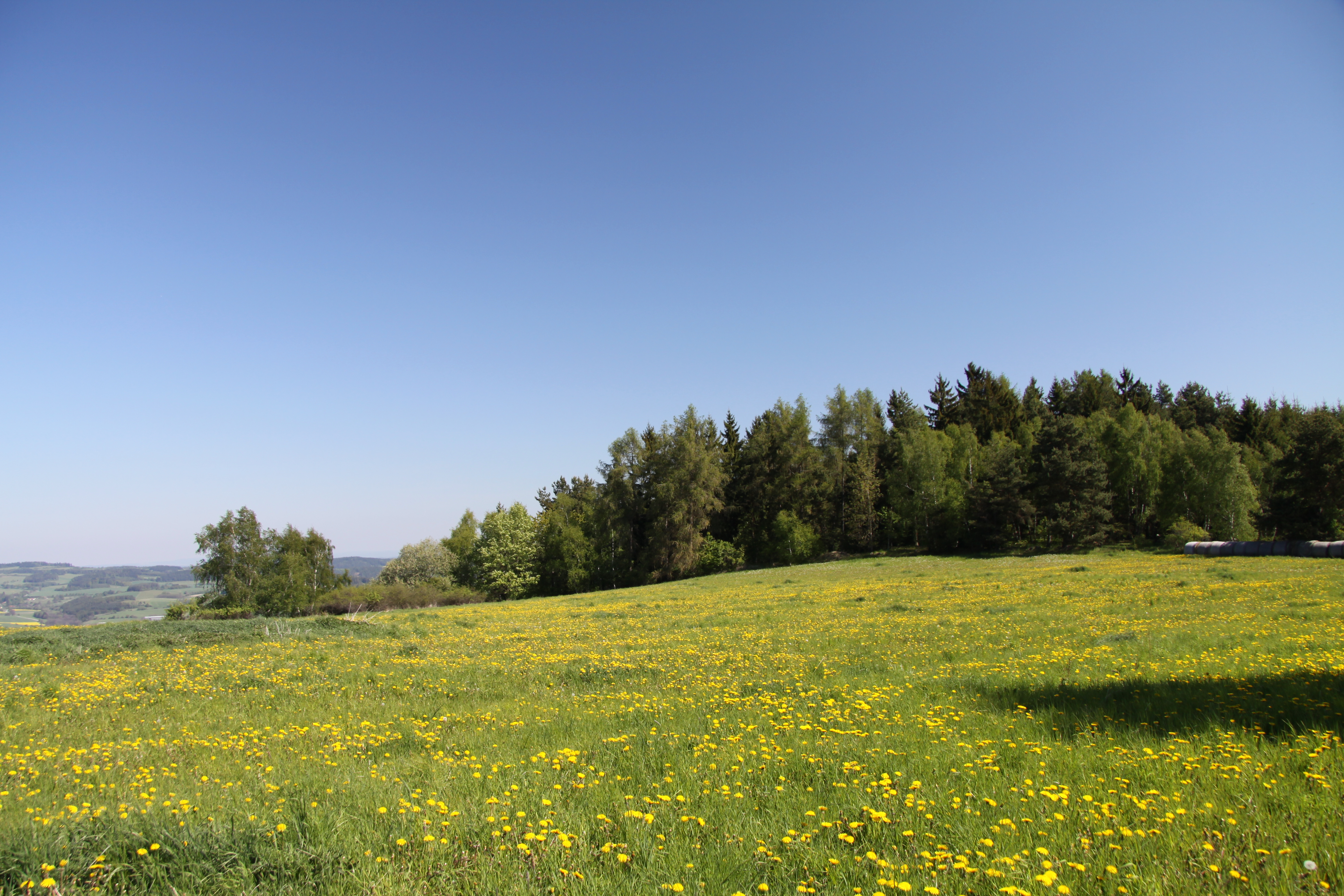
Na vysokém při pohledu zdáli
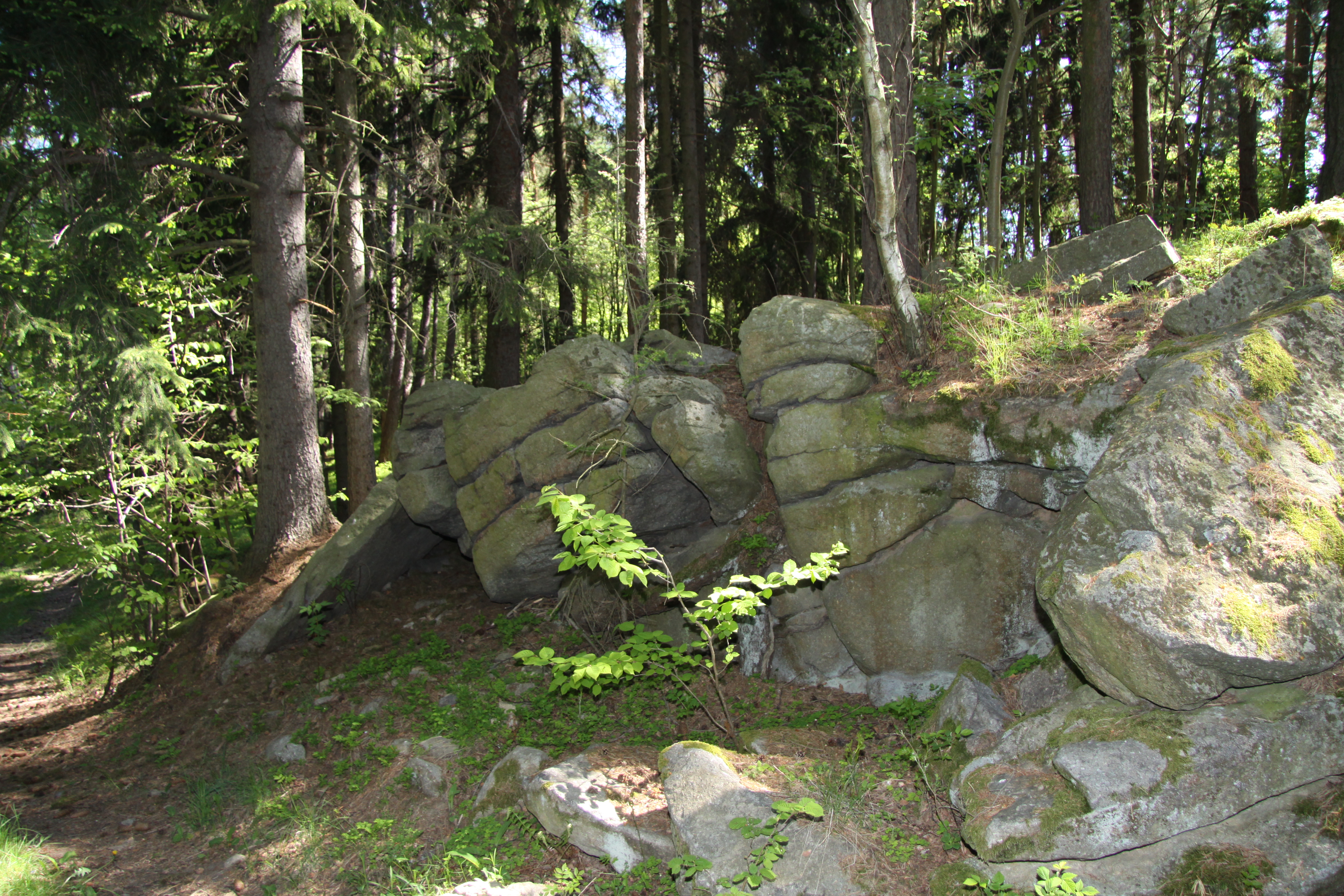
Menší skalní útvar vedle polní cesty vedoucí přírodní památkou
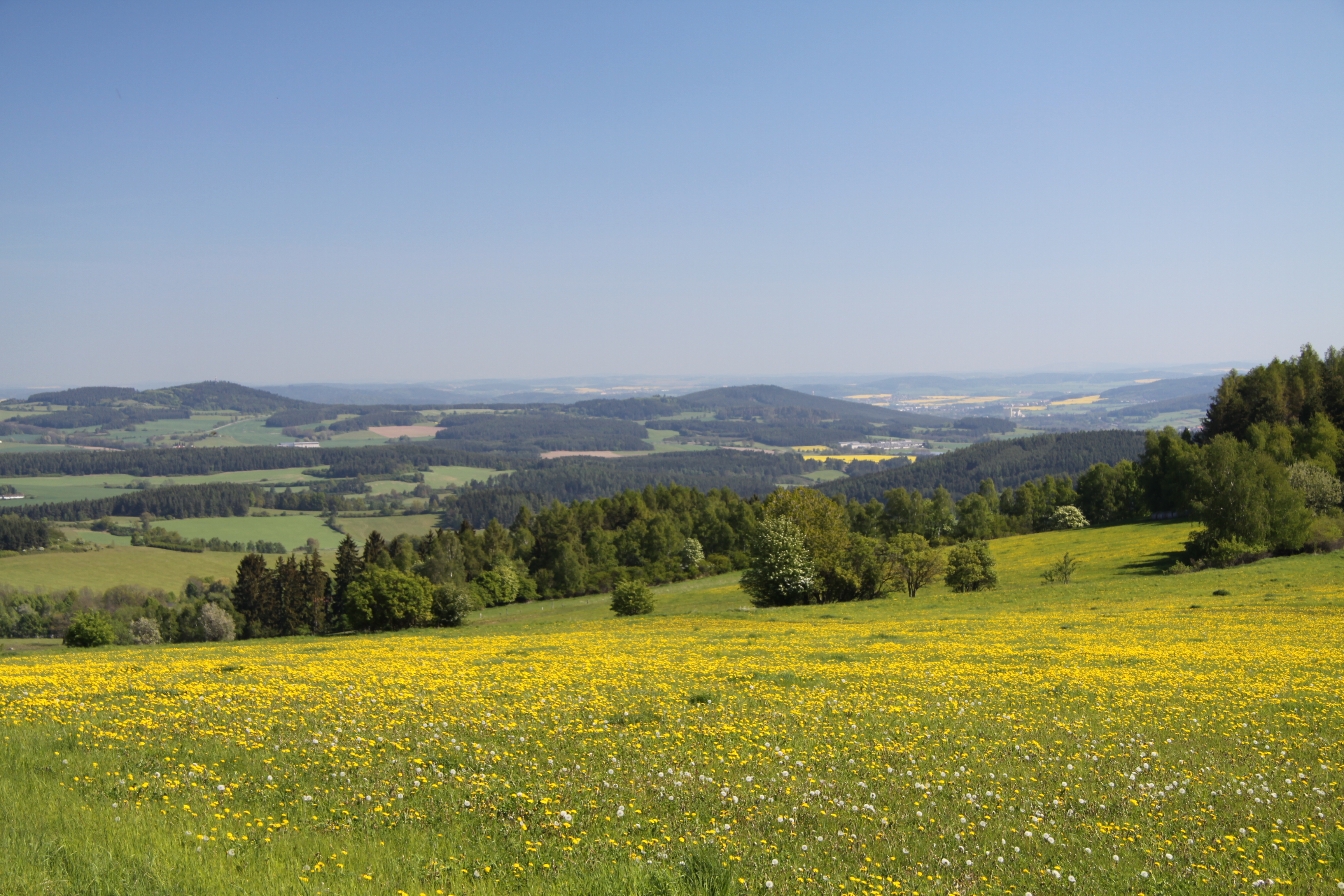
Vyhlídka do okolí z chráněného území